# Sisu S-21
Sisu SA-5 / Tampella 6000
Cadillac 1G
Cadillac  6C-2
White 160AX
дизельні двигуни:
Kämper 4D10H
Leyland O.350
Sisu S-21 — це вантажівка, спочатку вироблена фінським виробником важких автомобілів Suomen Autoteollisuus (SAT), потім під назвами Sisu S-22 і S-22K компанією Yhteissisu, яка після зміни назви Vanajan Autotehdas (VAT) виробляла її з назва Vanaja V-48. Період виробництва 1943—1955 рр.
Двовісна вантажівка з приводом 4×2 має споряджену масу 3000 кг і повну масу 7000–8000 кг залежно від версії.
Sisu S-21 був розроблений під час Війни-продовження для фінських сил оборони для виробництва у відносно великих кількостях. Серійне виробництво не було розгорнуто до закінчення війни, і компанія, заснована для виробництва у воєнний час, зрештою виробляла автомобілі для державних організацій і приватних компаній. Багато післявоєнних одиниць під маркою Vanaja оснащувалися надлишковими американськими військовими двигунами.
ПДВ змінив модель, до 1951 року представила Vanaja VK-серію; тим часом SAT розробив свого послідовника під назвою Sisu K-23.

## Передісторія
З моменту свого заснування SAT поступово підвищував рівень вітчизняного вмісту в своїх продуктах. З початком Зимової війни отримати іноземні запасні частини ставало все важче. Великим кроком вперед стала ліцензійна угода з американською Hercules Engine Company, після чого SAT почала виробляти власні двигуни. У 1942 році з'явилися перші повністю виготовлені у Фінляндії компоненти Sisu S-15.
Під час Війни-продовження в 1942 році фінські сили оборони оцінили, що протягом наступних років їм знадобиться 7000 вантажівок і автобусів. Закупівля транспортних засобів з-за кордону була неможливою через відсутність валютних резервів. SAT, єдиний вітчизняний виробник автомобілів, не мав достатньо технічних та економічних ресурсів для такого масштабного виробництва, хоча компанія будувала нове підприємство в Карісі. Менеджер SAT Тор Несслінг запропонував як рішення розширення плану пропускної здатності в Карісі, але деякі кліки підозрювали, що SAT намагався отримати вигоду з війни. Несслінг, який також був основним власником SAT, виключив пропозицію держави стати співвласником компанії. Тому в 1943 році під керівництвом держави було відкрито новий виробник вантажівок Yhteissisu. Окрім держави, власниками компанії були SAT та ряд інших фінських промислових компаній.

## Договір передачі виробництва
Як тільки нова компанія була створена, її керівництво почало переговори про технічні характеристики. Про планування абсолютно нового автомобіля не могло бути й мови через брак часу. У тому ж році компанія SAT представила нову модель S-21. Це був технічно застарілий, але найкращий доступний варіант.
Угода про передачу виробництва Sisu S-21 між SAT і Yhteissisu була підписана 8 червня 1943 року. SAT зобов'язався передати Yhteissisu необхідні креслення, інші виробничі документи та список субпостачальників. Yhteissisu також отримала право використовувати бренд Sisu у своїй продукції протягом п'яти років. Тим часом SAT не було дозволено виробляти вантажівки, окрім 120 одиниць у журналі замовлень.
Контракт на постачання між Yhteissisu і державою був підписаний в той же день. Yhteissisu зобов’язався нарощувати потужності для виробництва щонайменше 1000 вантажівок на рік; річна потужність повинна була бути збільшена до 2000 одиниць через три роки. Одночасно держава розмістила замовлення на 2000 вантажівок Sisu S-21. Перша партія з 300 одиниць була запланована на 1944 рік, після чого щорічна кількість повинна була бути збільшена до 700, а решта 1000 повинні були бути поставлені до кінця 1946 року.
Після угоди SAT зосередився на виробництві автобусних шасі. Однак деякі з шасі S-15 були оснащені кабіною вантажівки та надбудовами.
Згідно з контрактом, виробництво мало бути розпочато безпосередньо, і оскільки інших засобів не було, перші автомобілі Yhteissisu були виготовлені під окремою бухгалтерією на заводі SAT на вулиці Флемінг, Гельсінкі. SAT мала право виготовляти 120 одиниць під власним обліком; однак кількість автомобілів Yhteissisu, вироблених SAT, невідома, але, виходячи з даних про виробництво, це лише кілька одиниць.

## Переїзд до Ваная

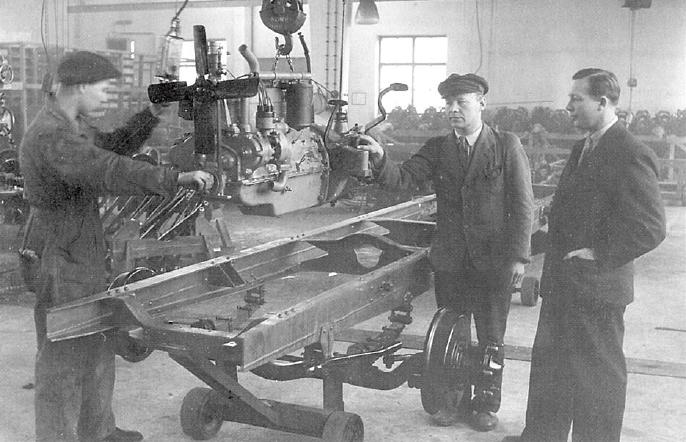
Монтаж двигуна на шасі в Yhteissisu. Дефіцит матеріалу видно по профілі рами, виготовленому шляхом зварювання двох балок L-профілю між собою.

Нарешті компанія Yhteissisu знайшла відповідну територію для виробництва автомобілів у муніципалітеті Ваная, поруч із Хямеенлінна, де побудувала завод площею 25 000 м2. Перший прототип, виготовлений на новому заводі, зійшов з конвеєра 1 серпня 1945 року. На відміну від виробництва SAT, модель, вироблена на новому заводі, отримала назву S-22. Після короткого, але інтенсивного періоду випробувань серійне виробництво було розпочато 29 жовтня. Під час випробувань виявилося, що вантажівка не може бути випробувана при повному навантаженні у вісім тонн, оскільки максимальна вага на сусідній дорозі була обмежена семи тоннами. Тестовий запуск нарешті було дозволено після того, як компанія отримала ліцензію на керування автомобілем із надмірною вагою для цілей тестування. Основна відмінність між вантажівками SAT і Yhteissisu полягала в колісних підшипниках; S-21 використовував імперські одиниці, тоді як S-22 мав метричні підшипники.
Перший серійний автомобіль був запланований на 8 листопада, і це було підготовлено як показова подія для ЗМІ, але через нестачу матеріалу, брак робочої сили та проблеми з якістю серійне виробництво не могло бути розпочато раніше початку 1946 року.

## Початкові проблеми
На початку виробництво Yhteissisu залежало від наявності німецьких компонентів; коробки передач і рульові механізми були від ZF, диски від Kronprinz, карданні вали від Rheinmetall і Bosch постачав електрообладнання. Пізніше вони були замінені низкою вітчизняних варіантів. Коробки передач виробляв Rosenlew, електрообладнання надходило від Strömberg, Hackman & Co. виробляв диски, Fiskars виробляв листові ресори, двигуни виробляли SAT і Tampereen Pellava-ja Rautateollisuus, з яких останній виготовляв також передні мости. Valtion lentokonetehdas виготовляла кабіни та карданні вали, рульові механізми Valtion Tykkitehdas, корпуси задніх мостів і втулки коліс надходили від Ahlström, приводні вали від Lokomo, а гумові деталі, включаючи шини, від Suomen Gummitehdas.
Щоправда, якість вітчизняних комплектуючих в цілому була не надто хороша. Більшість проблем були пов’язані з поганою сировиною.
Серійне виробництво починалося дуже повільно. Загальна кількість вироблених автомобілів становила лише 147 одиниць у 1946 році, що було значно менше, ніж 2000 автомобілів, які компанія обіцяла виробити для штату. Початкова розрахована ціна, 765 000 марок, не була досягнута; нарешті вантажівка коштувала 800 000 марок, що було занадто високо з огляду на технічні характеристики S-22. Що ще важливіше, війна закінчилася, і Збройні сили були змушені скорочувати кількість техніки за мирним договором, тому про закупівлю нової не могло бути й мови. Наприкінці 1946 року держава розірвала контракт на закупівлю з Yhteissisu .
Розірвання контракту навряд чи стало несподіванкою для Yhteissisu, оскільки вже в травні 1946 року компанія домовилася з державою про продаж на цивільному ринку таких транспортних засобів, які держава не буде купувати. Для продажу вантажівок була створена дистриб'юторська мережа з 12 представництв у найважливіших містах; організація, як правило, базувалася на мережі SAT.
Загальний обсяг продажів досяг 103 одиниць у 1947 році; лише 55 було випущено за весь рік, оскільки 48 автомобілів, які були випущені в 1946 році, були продані тільки в наступному році.

## Sisu S-22K

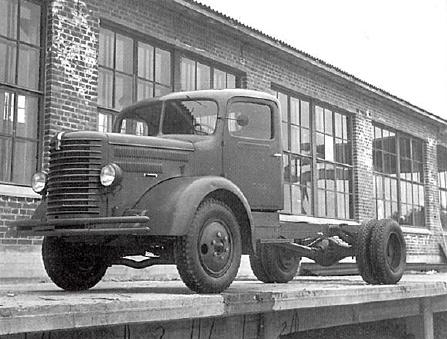
Sisu S-22K.

Yhteissisu представив у травні 1946 року модель, яка більше підходила для цивільного ринку. Прем'єра Sisu S-22K відбулася на виставці внутрішньої промисловості в Гельсінкі. Буква K походить від kevyt, «світло»; загальна вага становила всього 7 тонн замість восьми тонн, передній бампер був замінений на легший, розмір колеса був меншим, а армійський стандартний буксирний кронштейн був припинений.

## Vanaja V-48
Відповідно до первинного контракту між SAT і Yhteissisu, право на використання бренду Sisu було надано Yhteissisu до 8 червня 1948 року. Компанію було перейменовано на Vanajan Autotehdas, а марку автомобіля було обрано Vanaja. Нова модель отримала назву V-48. Нову марку почали використовувати з дати закінчення терміну дії ліцензії. Однак десять напівфабрикатів були доставлені як Sisu, оскільки клієнти їх замовляли, після спеціального дозволу від SAT. Кілька останніх вантажівок S-22 носили марку Vanaja S-22. Кількість вироблених Sisu S-22 і S-22K склала 294 одиниці, що значно менше запланованих 7000 одиниць.
Vanajan Autotehdas підписала новий контракт з державою на транспортні засоби, які будуть поставлені в 1948–1952 роках. Загальна кількість тоді становила 650 одиниць, і держава дала значну передоплату в 132 мільйони марок. Перші 150 вантажівок, заплановані на 1948 рік, були поставлені вчасно. Крім того, 11 вантажівок було продано приватним споживачам, тобто загальний обсяг виробництва у 1948 році становив 161 вантажівку. 92 з них все ще продавалися як Sisu S-22, а решта 69 були Vanaja V-48.
Генеральний директор компанії Ееро Кітоля двічі їздив до Німеччини та Франції для закупівлі компонентів у 1947 та 1948 роках. Він уклав угоду про купівлю великої кількості надлишкового матеріалу західних союзників. Це включало понад 10 000 дисків для вантажівок GMC, 304 бензинових двигуна Cadillac V8, з яких 30 з коробкою передач, і 186 бензинових двигунів White. Згодом ці матеріали були використані для Vanaja's.
Хоча заміна VK-серії вийшла на ринок у 1951 році , V-48 вироблявся до 1955 року 

## Технічні дані

### Двигун
Початковим двигуном був шестициліндровий рядний шестициліндровий двигун Sisu AMG виробництва SAT, який був ліцензійно вироблений американським Hercules JXC. Код Yhteissisu для двигуна був SA-5. Робочий об’єм становив приблизно п’ять літрів, а потужність – 90 к.с. при 2600 об/хв. Цей же двигун також виробляв Tampereen Pellava-ja Rautateollisuus під назвою Tampella 6000.
Базовий Vanaja V-48 мав Tampella 6000 або Cadillac 6C-2 як джерело живлення. V-48 CdA оснащувався Cadillac 1G. Незабаром також стали доступні дизельні двигуни, і перші дизелі були зроблені Kämper і Saurer; V-48 CdF оснащувався Kämper 4D10H або Leyland O.350, V-48 CdFk мав White 160 AX, Leyland O.350 або Saurer F-130.

### Трансмісія
Спочатку коробки передач випускала ZF, потім вітчизняний виробник Rosenlew. Пізніше коробки передач вироблялися на заводі Valmet Rautpohja; цей тип був скопійований з американських коробок передач Fuller.
Задній міст зібраний власними силами. Шестерні були виготовлені компанією Ata.

### Кабіна
Кабіни були виготовлені Valtion Lentokonetehdas; було кілька типів кают, які трохи відрізнялися один від одного.

## Характеристики
В угоді про закупівлю між державою та Yhteissisu вимоги до автомобіля були детально визначені. Споряджена маса автомобіля становила 3000 кг. Було визначено дві довжини платформи: коротша з платформою довжиною 3900 мм мала загальну вагу 8000 кг, а довша з платформою 4140 мм мала повну вагу 8000 кг. Ширина становила 2200 мм, а довжина шасі – 6440 мм. Колісна база була визначена 3980 мм; передня колія була 1740 мм, а задня колія 1730 мм.
Представлена в 1946 році легка версія С-22К мала повну вагу 7000 кг.

## Зовнішні посилання
- Вікісховище має мультимедійні дані за темою: Sisu S-22
- Вікісховище має мультимедійні дані за темою: Vanaja V-48| Автомобіль | Це незавершена стаття про вантажні автомобілі. Ви можете допомогти проєкту, виправивши або дописавши її. |